# 25 Years Celebration
25 Years Celebration er et dobbeltalbum af The Dubliners optaget og udgivet i 1987. De medvirkende er Ronnie Drew, Barney McKenna, John Sheahan og Seán Cannon. Desuden er Jim McCann, Christy Moore, The Pogues, Paddy Reilly, Stockton's Wing, Des Moore, Eamonn Campbell, Finbar Furey og Michael Howard alle gæster på albummet.
Albummet blev udgivet efter en optræden i en specialudgave af The Late Late Show, der fejrede gruppens 25 års jubilæum. Det indeholder sangen "The Irish Rover", som gruppen sang sammen med The Pogues. Denne sang fik The Dubliners tilbage i Top of the Pops for første gang siden de udgav "Seven Drunken Nights" i 1967.
Albummet blev genudgivet i 1996, 2003 og 2010 under samme navn.

## Spor[2]

### Side Et
1. "Dubliners"
2. "Rose of Allendale"
3. "Salonika"
4. "Reels – Cooleys/The Dawn/Mullingar Races"
5. "Now I'm Easy" (med Stockton's Wing)
6. "Sally Wheatley"
7. "Oró Sé do Bheatha 'Bhaile"

### Side To
1. "The Irish Rover" (med The Pogues)
2. "Molly Malone"
3. "Protect and Survive"
4. "Planxty Irwin"
5. "Three Score and Ten"
6. "Don't Get Married"
7. "Luke – A Tribute" (Christy Moore)

### Side Tre
1. "Ballad of St. Anne's Reel"
2. "Cill Chais"
3. "Cúnla" (med Stockton's Wing)
4. "Clavalitos"
5. "Jigs – Humours of Glendart/Saddle the Pony/Brian O'Lynn"
6. "Leaving Nancy"
7. "O'Connell's Steam Engine" (Paddy Reilly)
8. "Rambling Rover"

### Side Fire
1. "The Last of the Great Whales"
2. "Mountain Dew" (med The Pogues)
3. "Red Roses for Me"
4. "Marino Waltz" (John Sheahan)
5. "Cod Liver Oil"
6. "I Loved the Ground She Walked Upon" (Jim McCann)
7. "Love is Pleasing"
8. "Sick Note"